# Ergersheim (Francja)
Ergersheim – miejscowość i gmina we Francji, w regionie Grand Est, w departamencie Dolny Ren.
Według danych na rok 1990 gminę zamieszkiwały 843 osoby, 129 os./km².